# Дана Паола
Дана Паола (шп. Danna Paola; 23. јун 1995) мексичка је глумица и певачица.